# Churro
Churros (także: porras, calentitos, papitas, kat. xurro) – tradycyjny, tłusty wypiek hiszpański w formie długiego pręta o przekroju w kształcie gwiazdy.

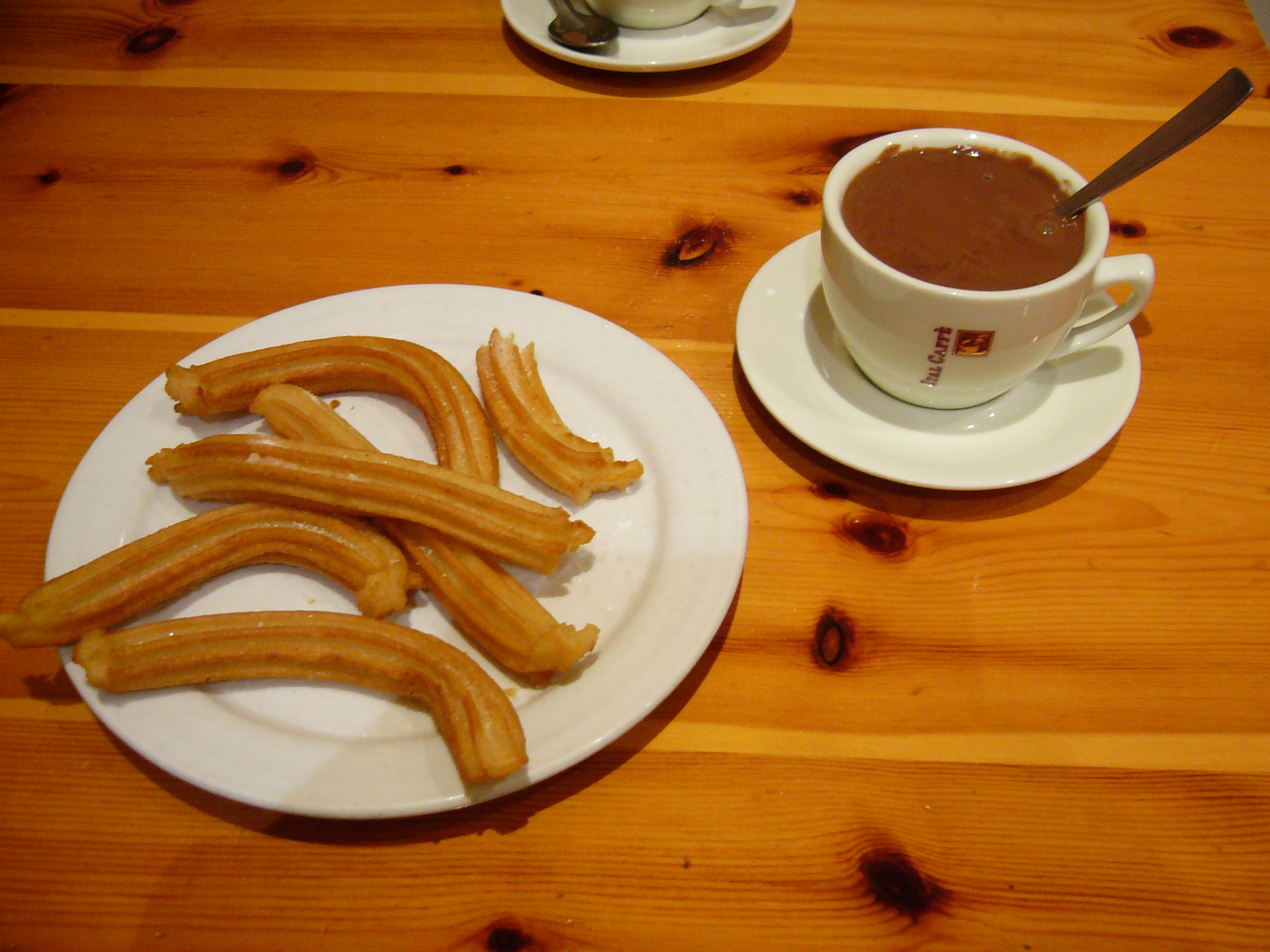
Chocolate con churros (churros z czekoladą)

Wytwarzany z wyciskanego  na głęboki olej ciasta (składającego się z mąki pszennej, oleju i cukru) i smażonego w wysokiej temperaturze. Znany także w Ameryce Łacińskiej, południowo-zachodnich stanach USA, Francji (tu zwany chichis lub chonchons), Portugalii oraz w Turcji.
Churros sprzedawane są w specjalnych sklepach zwanych Churrería (w Katalonii Xurreria), zlokalizowanych na głównych ciągach pieszych oraz na dworcach, lotniskach, stacjach metra i innych ruchliwych miejscach. Jest to jedna z najpopularniejszych w Hiszpanii przekąsek śniadaniowych. Bywa zjadana samodzielnie lub po umoczeniu w filiżance czekolady i wtedy nazywa się chocolate con churros (w Katalonii xurros i xocolata). Tradycyjnie wita się nią Nowy Rok po nocy sylwestrowej.
Zwykle posypuje się churros cukrem pudrem, ale w Urugwaju podaje się je także ze stopionym serem. Często churros porównywane jest do polskich pączków.

## Pochodzenie
Churros mają swoje korzenie w Hiszpanii, gdzie stały się ważnym elementem kultury kulinarnej. Ich historia sięga XVII wieku, a pierwotnie były znane jako "calientes" – proste smażone ciastka podawane z gorącą czekoladą. Później, w XIX wieku, przyjęły formę, którą znamy dzisiaj – długie, cienkie kawałki ciasta o chrupiącej skorupce i miękkim wnętrzu.